# 柴﨑祥
柴﨑 祥（しばさき しょう、1986年4月26日 - ）は、日本のナレーター・声優。宮崎県出身。青二プロダクション所属。

## 来歴
ビート・ワン、レオパード・スティールを経てフリー。その後、2023年8月1日より青二プロダクションに所属。
以前は声優業もしていたが、現在はナレーターとして活動している。
2020年9月頃からYouTubeチャンネル「あんじょーメソッド」を開始。本人のTwitterによると、ナレーターの服部潤、声優の井上麻里奈が視聴している。
2024年1月1日、「福原 安祥」から本名の「柴﨑 祥」への変更をしたことを所属事務所が発表した。

## 人物
趣味は草野球、ファッション、日本史。特技はUFOキャッチャー。
方言は宮崎弁。

## 出演

### テレビナレーション
- ビビット（TBS）
- 精霊の守人特番シリーズ（NHK）
- 知るしん 上田瑠偉ドキュメンタリー（NHK）
- NHK放送技術研究所（NHK）
- 今日で放送100年！生中継 新ジャポニズム（NHK）
- 高校講座 地理総合（NHKEテレ）
- 日曜美術館（NHKEテレ）
- 開演まで30秒!THEパニックGP（日本テレビ）
- 地球を笑顔にするCOMPANY（TBS）
- THE鬼タイジ（TBS）
- 球界のアンチテーゼ 新庄剛志ドキュメンタリー（フジテレビ）
- ウチのゴイスー学園（中京テレビ）
- ファミゴル（BS-TBS）
- 靴音（BSフジ）
- 将棋 地域対抗戦（ABEMA）
- Lemino Football（Lemino）

### その他
- ≠ME 9thシングル特典映像
- ≒JOY 2ndシングル特典映像

### テレビCMナレーション
- チックガールズスクール
- 株式会社ウイルプラスホールディングス
- ソーダストリーム
- 日革研究所

### ボイスオーバー
- 大谷翔平 有言実行伝説＆超絶プレーBEST30（日本テレビ）
- ジョブチューン（TBS）
- 地球クライシス（BS朝日）

### オーディオブックナレーション
- 「毒猿 新宿鮫2」
- 「屍蘭 新宿鮫3」
- 「無間人形 新宿鮫4」
- 「炎蛹 新宿鮫5」
- 「ミレニアム 1 ドラゴン・タトゥーの女 (上)」
- 「ミレニアム 1 ドラゴン・タトゥーの女 (下)」
- 「ミレニアム 2 火と戯れる女 (上)」
- 「ミレニアム 2 火と戯れる女 (下)」
- 「ミレニアム 3 眠れる女と狂卓の騎士(上)」
- 「ミレニアム 3 眠れる女と狂卓の騎士(下)」
- 森博嗣「W」シリーズ
- 森博嗣「WW」シリーズ

### VPナレーション
- Amazon
- 日産自動車
- ゼブラ株式会社
- 株式会社松屋フーズ
- タカラトミー
- 日本マクドナルド
- リクルートホールディングス
- フィールズ株式会社
- 株式会社宣伝会議
- 日清エンジニアリング株式会社
- 太陽石油株式会社
- 成田市
- 株式会社ゴルフパートナー
- 株式会社ケンウッド
- 株式会社山和ホールディングス
- 山野愛子どろんこ美容
- 富士薬品株式会社
- エポック社
- 株式会社フジテックス
- 株式会社ピアラ
- 株式会社イノベイション
- 株式会社フラット
- ワールドネットインターナショナル株式会社
- 株式会社トランスコスモス
- 株式会社e-chance
- 日本制震システム株式会社
- シーオス株式会社
- 株式会社ベルク
- 一冨士ビーフプレイス株式会社
- ショーワグローブ株式会社　ほか

### テレビアニメ
- けんぷファー（2009年、男子生徒A）
- おおかみかくし（2010年、男子生徒2）
- アマガミSS（2010年、先生）
- 屍鬼（2010年、男子中学生B）
- ちびまる子ちゃん（2024年、世界の怪談の本の声）

### ドラマCD
- 「再現!坂本竜馬　最後の夜」井口新助役
- 「カラビツ『今昔物語集　巻第二十八　祇園別当感秀被行誦経語第十一』より」資平役
- 「虹色セプテッタ」トーク番組司会者役

### 吹き替え
- 「EVEN　MONEY」選手A役/ポーカー男役
- 「Yevo Japan」web用動画　チップ・マースランド役

### ゲーム
- 「リバース：1999」ギベオンズアイ役